# Александрово (Ведное сельское поселение)
Александрово — деревня в Рамешковском районе Тверской области.

## География
Находится в восточной части Тверской области на расстоянии приблизительно 20 км на юг-юго-восток по прямой от районного центра поселка Рамешки.

## История
Известна с 1859 года как русская деревня с 10 дворами, принадлежавшая штабс-капитану артиллерии Александру Орестовичу Карпову, подпоручику Константину Орестовичу Карпову и штабс-капитанше Юлии Орестовне Балкашиной. В 1887 году здесь было 22 двора, в 1901 — 17, в 1999 — 17, в 2001 — 10. В советское время работали колхозы «Красноармеец», «Путь Ленина» и «Перелом». В 3 км северо-западнее расположена усадьба помещиков Трубниковых, памятник истории и культуры XVIII века. До 2021 входила в сельское поселение Ведное Рамешковского района до их упразднения.

## Население
Численность населения: 105 человек (1859 год), 132 (1887), 158 (1901), 0 (1989 год), 5 (русские 100 %) в 2002 году, 13 в 2010.